# Poole Harbour
Poole Harbour est une baie située dans le Sud de l'Angleterre dans le comté du Dorset sur la Manche. Il s'agit d'une ria, une ancienne vallée glaciaire envahie par les eaux. Sur ses bords se trouvent la ville de Poole et se jette le fleuve Frome.

## Source de la traduction
- (en) Cet article est partiellement ou en totalité issu de l’article de Wikipédia en anglais intitulé « Poole Harbour » (voir la liste des auteurs).